# Jung Idysz
Jung Idysz (Jung Jidysz) – grupa twórców awangardowej literatury i sztuki żydowskiej w Polsce założona w Łodzi w roku 1919 przez Mojżesza Brodersona. Grupa istniała do roku 1921.
Do grona założycieli należeli Jankiel Adler, Marek Szwarc i Wincenty Brauner. Z grupą związani byli m.in. Henryk Barczyński, Henryk Berlewi, Ida Braunerówna, Samuel Cygler, Zofia Gutentag, Icchak Kacenelson, Henoch Kon, Pola Lindfeldówna, Dina Matus, Mojżesz Neuman, Natan Szpigel i Władysław Wajntraub.
Większość z nich była członkami istniejącego od 1916 roku łódzkiego „Stowarzyszenia Artystów i Zwolenników Sztuk Pięknych”. Grupa pozostawała pod wpływem ekspresjonizmu niemieckiego oraz twórczości Marka Chagalla. W roku 1919 grupa wydała trzy numery czasopisma Jung Idysz, redagowanego przez Chaima Lejba Fuksa.
Niektórzy członkowie grupy utworzyli w roku 1927 łódzki kabaret Ararat.